# Aloe grata
Aloe grata är en grästrädsväxtart som beskrevs av Gilbert Westacott Reynolds. Aloe grata ingår i släktet Aloe och familjen grästrädsväxter.
Artens utbredningsområde är Angola. Inga underarter finns listade i Catalogue of Life.